# حسن القنطار
حسن القنطار من مواليد 13 تموز/يوليو 1981، هو لاجئ سوري تقطّع بهِ السبيل في مطار كوالالمبور الدولي منذ 7 مارس 2018. تم نفيه خارِج سوريا منذ عام 2011 وذلك بسبب رفضه الانضمام إلى الجيش السوري كونه من دعاة السلام. اليوم؛ يواجه حسن احتمال الاعتقال في سوريا في حالة إذا ما عاد لها في ظل حُكم نظام بشار.
شارك حسن رفقة توم هانكس في فيلم ذا ترمينال (المحطّة) الذي يُجسد قصة مهران كريمي ناصري الذي عاش في مطار شارل ديغول في فرنسا لمدة 18 عاما. وفقا للمذيعة بيكي أندرسون في سي إن إن فإنّ وضع حسن القنطار «غير مسبوق» ويمكن أن يُصبح أكثر شيوعا في حالة اللاجئين السوريين وذلك لأن العديد من البلدان لا تقبل المواطنين السوريين.

## الخلفية الدرامية
هاجر القنطار من سوريا إلى الإمارات العربية المتحدة في عام 2006 حيث عمل كوكيل في التسويق. انتهى تصريح عمله في دولة الإمارات في عام 2011 وذلك مزامنة مع بداية الثورة السورية. بقيَ القنطار بصورة غير قانونية في دولة الإمارات العربية المتحدة وذلك خوفا مما قد يحل به في حالة ما عاد لسوريا ناهيك عن مشكلة الحرب والدمار هناك. رحل القنطار بحلول عام 2017 إلى ماليزيا واحدة من البلدان التي تمنحُ السوريون تأشيرة الدخول مجانا ودون مقابل. حاول حسن الذهاب بعد ذلك السفر باتجاه الإكوادور ولكن موظفي الخطوط الجوية التركية منعوه من ذلك لأسباب غير مفهومة ثم حاولوا طرده بسبب عدم توفره على تذكرة للرحلة. حاولَ القنطار بعد ذلك التوجه إلى كمبوديا لكن السلطات هناك رفضت دخوله وعاودت إرساله مرة أخرى إلى كوالالمبور في ماليزيا؛ حينها كانت تأشيرته السياحية قد انتهت،  فلم يُسمح له لا بدخول البلاد ثم تقطعت به السبل في المطار وظل في وضعية «الفراغ القانوني». خلال هذه الفترة انتشرت الكثير من الإشاعات بما في ذلك تسوية وضعه من قِبل الحكومة الماليزية لكن المسؤولين رفضوا ذلك ونصحوا بعدم إعادة إدخال القنطار لأن ماليزيا ليست من الدول الموقعة على الاتفاقية الخاصة بوضع اللاجئين، وبالتالي لا يمكن أن تُخالِف القانون.

## الحياة في المطار
بين هذا وذاك قضى القنطار معظم أيامه في المطار حيث كان ينامُ على الكراسي أو تحت الدرج كما لقي مساعدة من بعض موظفي المطار -معظمهم من AirAsia- الذين قدّموا له وجبات الطعام. في ذلك الوقت كانت مدخراته تتضاءل شيئا فشيئا،  وعندما انتشرَ الخبر عرض عليه الكثير من الناس مبالغ مالية مهمة كما قامت سيدة تعيش في كولومبيا البريطانية بتنظيم حملة لجمع التبرعات ونفس الأمر حصل في كندا حتى تمّ جمعُ مال يكفي حسن للعيش لمدة سنة على الأقل. ليس هذا فقط؛ فقد تدخلت المفوضية السامية للأمم المتحدة لشؤون اللاجئين على الخط وحاولت تقديم المساعدة القانونية. ازدادت شهرة حسن بعدما تدخل الصحفي والناشط في مجال حقوق الإنسان وليام غوميز وطلب من جيريمي كوربين زعيم حزب العمال تقديم التماس لرئيس الوزراء البريطاني من أجل نقل القنطار وعلى وجه السرعة إلى المملكة المتحدة.
بعد 100 يوم قضاها في المطار، قرّرَ حسن في يونيو/حزيران 2018 التقدم بطلب الانضمام إلى بعثة وكالة ناسا إلى المريخ.